# Organisation d'inspection générale (Iran)
 (juillet 2025).
Le contenu est difficilement compréhensible vu les erreurs de traduction, qui sont peut-être dues à l'utilisation d'un logiciel de traduction automatique.
 (décembre 2020).
L''Organisation d'inspection générale de l'Iran (GIO) (en Persan: سازمان بازرسی کل کشور) ou Organisation d'inspection d'État d'Iran
est liée à la justice iranienne. L'organisation est membre de l' Asian Ombudsman Association et de l' International Ombudsman Institute. Il est également membre de l'Association internationale des autorités anti-corruption . Cependant, il ne s'agit pas du principal organe de lutte contre la corruption et il existe plusieurs agences, dont la Cour suprême des comptes et le ministère de la Justice et la Commission parlementaire pour faire appliquer le principe 90 de la Constitution, qui sont impliquées dans la lutte contre la corruption et l'application de la Convention des Nations Unies contre la corruption. 
Sur la base de la Constitution iranienne, le GIO est chargé de contrôler et de superviser régulièrement les organes exécutifs, les forces militaires et disciplinaires, les institutions et entreprises publiques, les municipalités et leurs filiales, les chambres des notaires publics, les fondations d'utilité publique, les organes révolutionnaires et les institutions dont les ressources financières appartiennent totalement ou partiellement au gouvernement. 

## coopérations
En 2018, M. Naser Seraj, Président de l'Organisation d'inspection générale de la République islamique d'Iran et M. Alexander Fedulov, Représentant de l'ONUDC dans le pays se sont rencontrés et ont souligné la poursuite de la coopération entre les deux parties.
Les deux parties ont évoqué les réalisations positives de la coopération antérieure dans le cadre des projets et programmes de l'ONUDC au fil des ans et ont souligné la volonté d'élargir les collaborations dans le domaine des politiques de lutte contre la corruption et des mesures opérationnelles, de l'intégrité et de la transparence administratives, de la gestion des plaintes ainsi que du médiateur. Les deux parties ont souligné l’importance de l’adoption de politiques de prévention du crime et de l’application de mesures relatives.

## Conférence générale de l’IAACA
Le chef de l’Organisation iranienne de l’Inspection générale, Nasser Seraj, s’est entretenu, en marge de la Conférence générale de l’IAACA, avec le président de cette assemblée, le procureur général du Qatar Ali Bin Fetais Al-Marri.
Les deux hommes ont discuté des solutions pour développer les coopérations bilatérales et multilatérales dans le domaine de la lutte contre la corruption.
Lors de cette rencontre, M. Seraj a invité la partie qatarie à participer à la prochaine réunion pour la rédaction des statuts de l’ombudsman des pays islamiques.

## Prêts bancaires en souffrance
En 2009, le GIO a informé que les banques iraniennes avaient quelque 38 milliards de dollars de prêts en souffrance, alors qu'ils ne sont capitalisés qu'à 20 milliards de dollars. Alors que la plupart des Iraniens ont des difficultés à obtenir de petits prêts immobiliers, 90 personnes ont réussi à obtenir des facilités collectives totalisant 8 milliards de dollars auprès des banques. 